# BMW 320si

## Adatok
A BMW 320i-t váltva 2006-ban debütált a BMW 320si változat a WTCC-ben. Az új hármas 45 milliméterrel hosszabb (4539 mm) és 36 milliméterrel szélesebb (1845 mm), mint elődje.
Az autó 1170 kilogrammot nyom pilótával együtt. Egy kétliteres, négyhengeres erőforrás hajtja, mely 280 lóerőt tud leadni 8300-as fordulatszám mellett. A maximális nyomaték 245 nm 7250-es fordulatnál. Továbbra is egy 5 sebességes H váltót alkalmaz a BMW. 332 milliméteres lyuggatott féktárcsák és négydugattyús AP verseny féknyergek bújnak meg az első felnik mögött. Hátul 291 milliméteres tárcsák és kétdugattyús nyergek vannak. Az üzemanyagtank 45 literes.
2006-ban és 2007-ben megnyerték a WTCC-ben a gyártók versenyét és Andy Priaulx révén az egyéni címet is.
A 2010-es világbajnokság után leállította a BMW gyári programját a WTCC-ben, de a 2011-es új szabályoknak megfelelő, 1.6 literes turbómotorokkal szerelt BMW 320 TC-k továbbra is rendelkezésre állnak az ügyfélcsapatoknak.